# Chương trình tạp kỹ

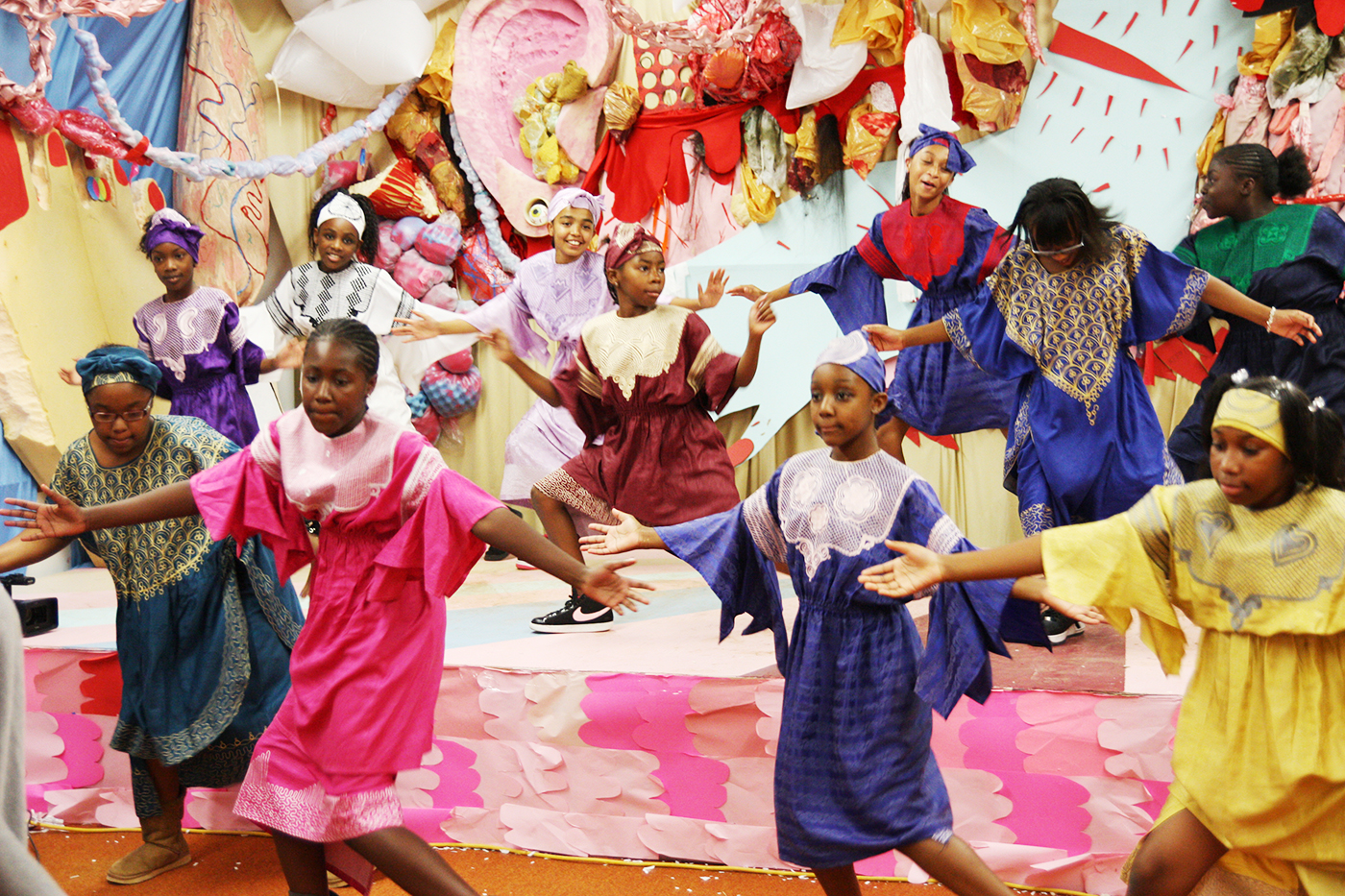
chương trình Whoop Dee Doo, ảnh chụp bởi Megan Mantia

Chương trình tạp kỹ hay còn gọi là văn nghệ tạp kỹ, bao gồm cả các chương trình truyền hình tạp kỹ, là nghệ thuật giải trí được tạo nên bởi đa dạng các hoạt động như: trình diễn âm nhạc, hài kịch ngắn, ảo thuật, nhào lộn, tung hứng và nói tiếng bụng. Thường thì nó được dẫn dắt bởi những tay cò (tiếng Pháp: compère) ngoài thực tế hoặc người dẫn chương trình (MC) trên sóng truyền hình.